# آلبا گایا بلوجی
آلبا گایا بلوجی (فرانسوی: Alba Gaïa Bellugi‎؛ زادهٔ ۵ مارس ۱۹۹۵) هنرپیشه اهل فرانسه است.
از فیلم‌ها یا برنامه‌های تلویزیونی که وی در آنها نقش داشته‌است می‌توان به دست‌نیافتنی‌ها، ترزا دیکیرو اشاره کرد.